# Jardins du monde (Berlin-Marzahn)
Pour l’article homonyme, voir Jardins du monde.
Les Jardins du monde (Gärten der Welt) à Berlin-Marzahn constituent un espace vert à l'est de la ville de Berlin.
Surtout connu pour ses jardins à thème qui reproduisent des exemples originaux de l'art horticole d'Asie, d'Orient et d'Europe, l'espace comprend également une surface gazonnée, une aire de jeux et un terrain des sports ainsi qu'un monticule culminant à 102,2 m., le Kienberg. Avec le parc de Wuhletal sur son flanc est, le parc s'étend sur une surface de 100 ha.
Le parc a été inauguré le 9 mai 1987 en tant que Berliner Gartenschau pour la date-anniversaire des 750 ans de la ville de Berlin. C'était le pendant de Berlin-Est au jardin de Britz créé en 1985 à l'ouest de la ville. Après la Wende en 1991, on l'a renommé Erholungspark Marzahn (« jardin récréatif de Marzahn ») pour souligner l'intérêt récréatif du jardin aux 300 000 riverains de l'environnement très bétonné du quartier. Après l'inauguration du Jardin chinois en octobre 2000, l'espace a pris le nom de Gärten der Welt.
Le parc est intégralement accessible. Il héberge l'exposition horticole de 2017.

## Jardins à thème

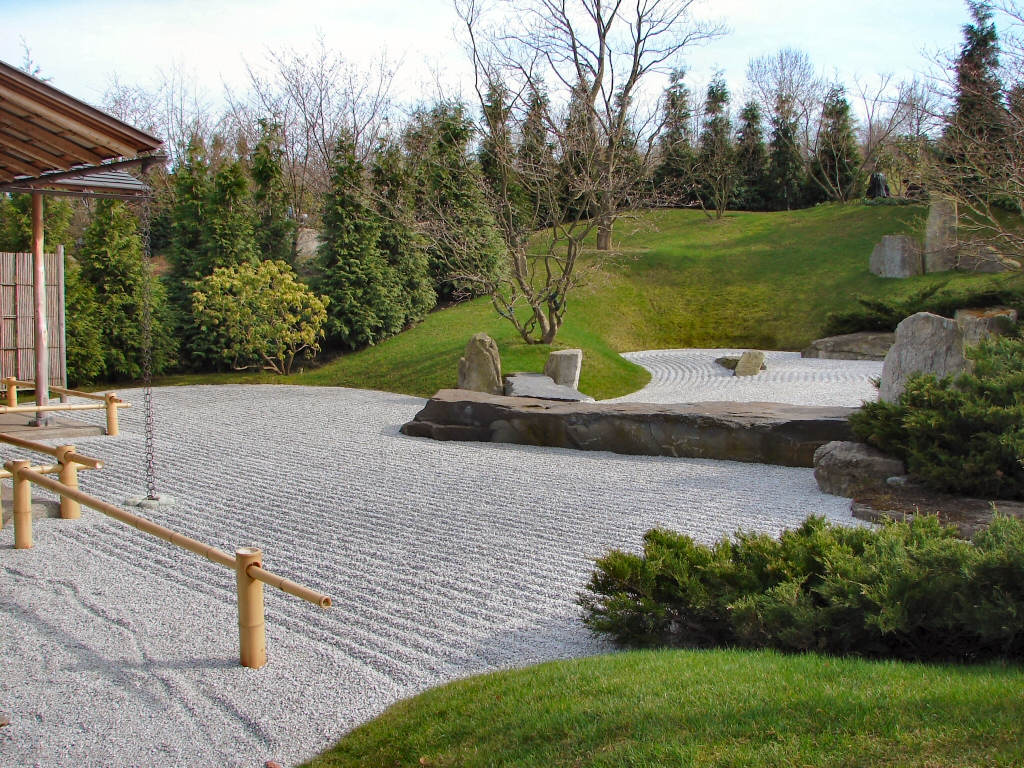
Jardin japonais

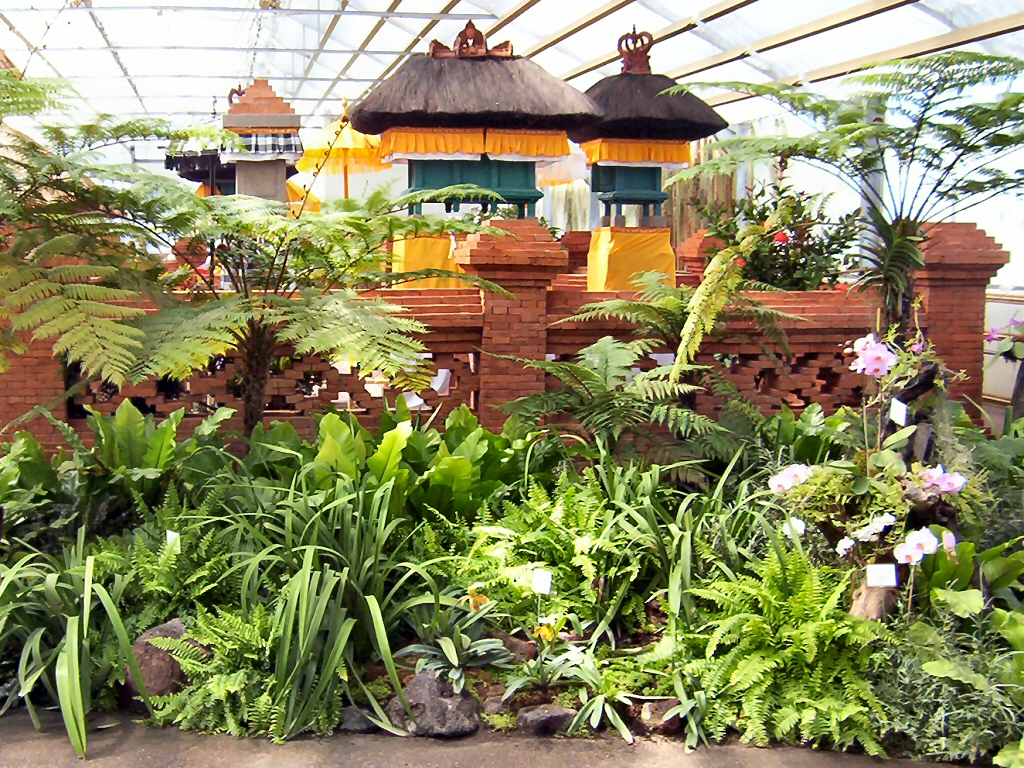
Jardin balinais

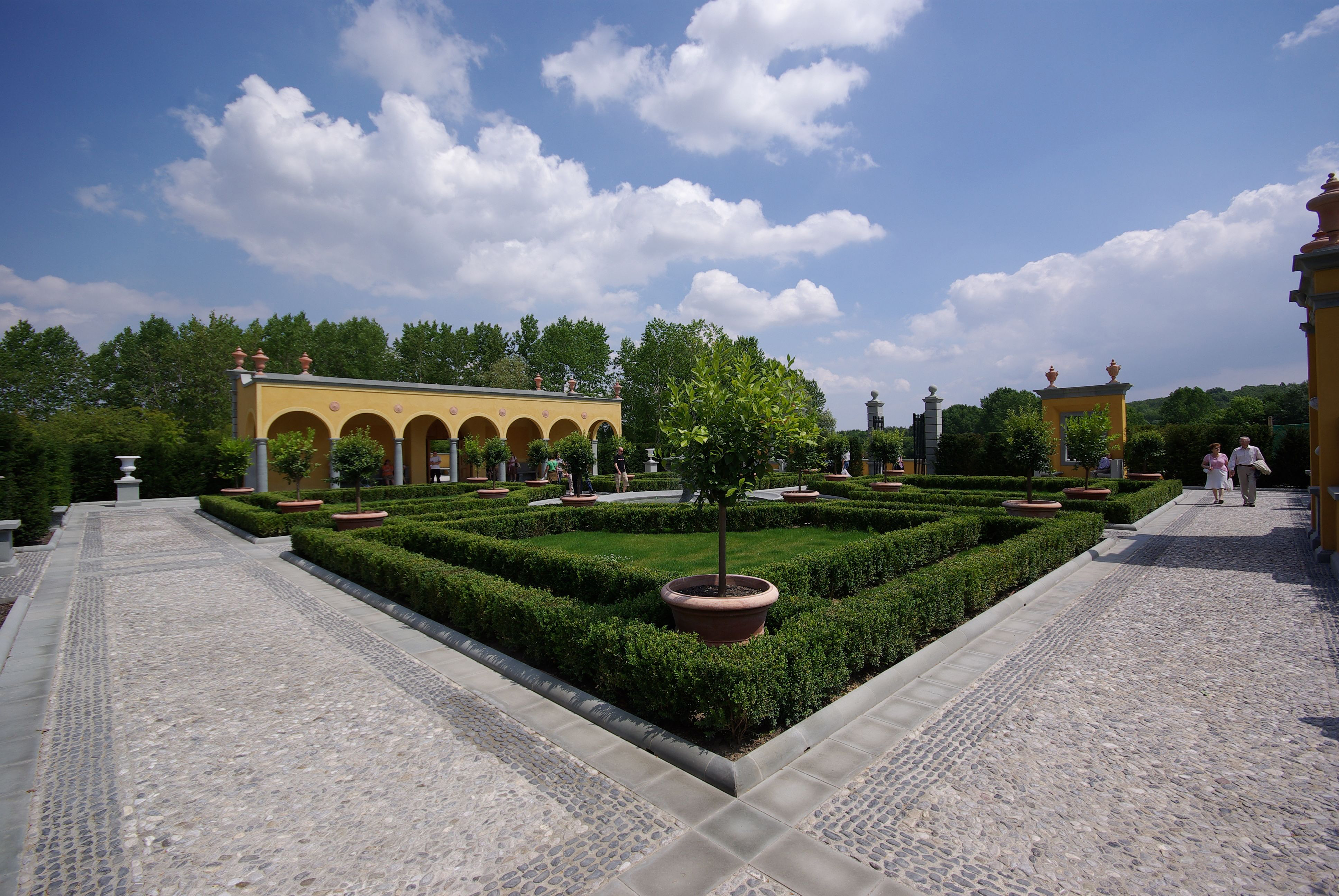
Jardin de la Renaissance italienne

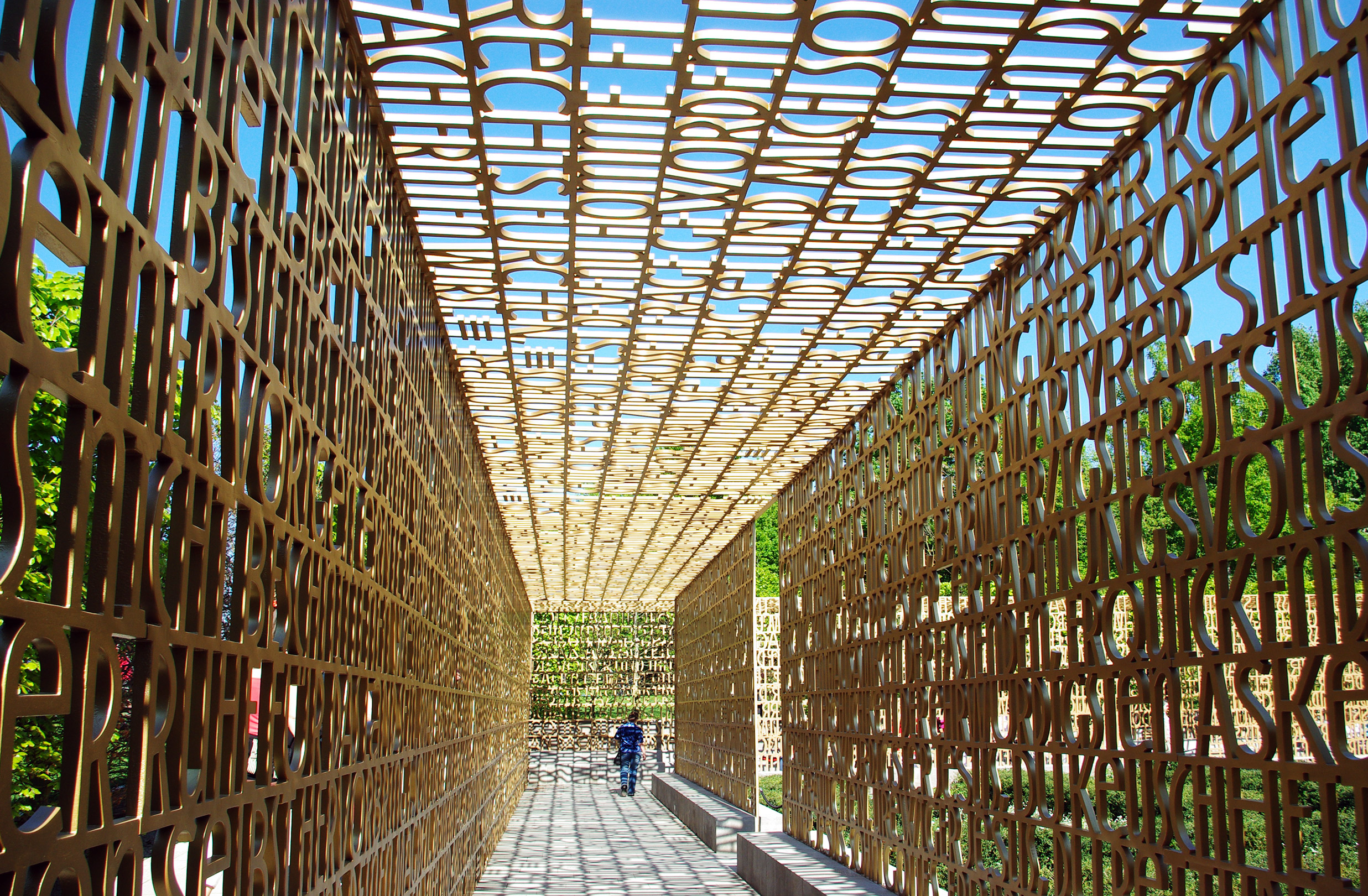
cours de promenade du jardin chrétien

Les jardins à thème sont situés dans une zone clôturée de 43 ha. La zone est divisée en secteurs représentant les pays concernés. Chaque jardin-thème a été planifié et aménagé par des architectes paysagistes de ces pays. Les plantes, les pierres et le matériel de construction ont été importés.

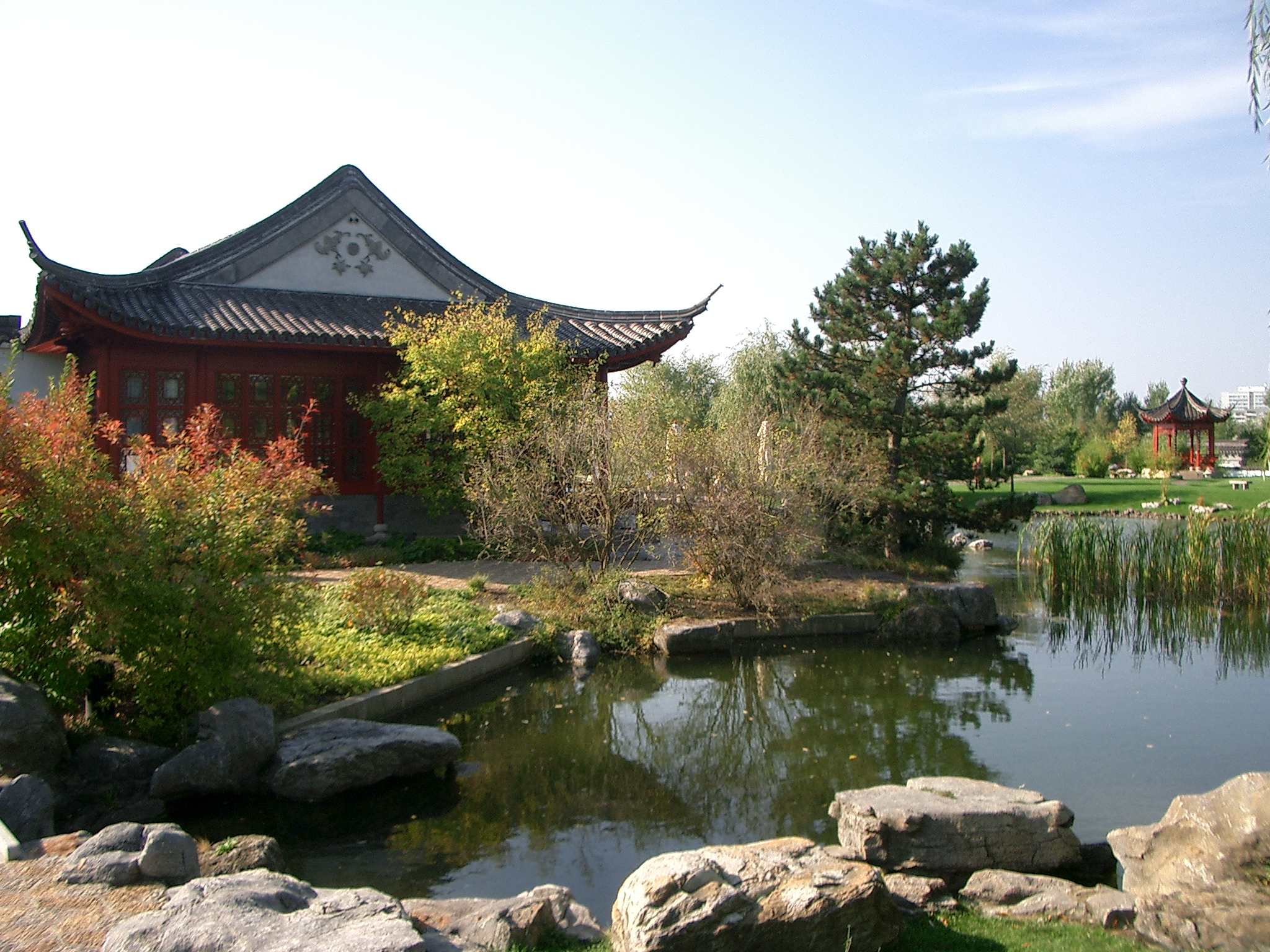
Jardin chinois
Jardin de la lune régénérée(Garten des wiedergewonnenen Mondes)
- Superficie : 27 000 m², dont env. 5 000 m² de plans d'eau
- Ouverture : 15 octobre 2000

Il s'agit du plus grand jardin chinois d'Europe.
Jardin japonais
Jardin des eaux confluentes (Garten des zusammenfließenden Wassers)
- Superficie : 2 700 m²
- Ouverture : 30 avril 2003

Jardin balinais
Jardin des trois harmonies (Garten der drei Harmonien)
- Superficie : 500 m² sous serre chauffée
- Ouverture : 18 décembre 2003

Jardin oriental
Jardin des quatre canaux (Garten der vier Ströme)
- Superficie : 6 100 m²
- Ouverture : 7 juillet 2005

Conçu par l'architecte algéro-allemand Kamel Louafi, il est organisé sur le modèle d'un Chahar bagh, soit un ensemble divisé par quatre canaux, représentant les quatre fleuves du paradis.
Jardin coréen
Jardin de Séoul (Seouler Garten)
- Superficie : environ 4.000 m²
- Ouverture  : 31 mars 2006

Cadeau de la ville de Seoul au cours de la semaine Asie-Pacifique de 2005.
Le labyrinthe végétal et le labyrinthe pavé (Heckenirrgarten und Pflasterlabyrinth)
- Superficie : 1 800 m² de haies d'if et 340 m² de pavage
- Ouverture : 22 juin 2007

D'après l'exemple du labyrinthe végétal du Château de Hampton Court en Angleterre et du labyrinthe pavé de la cathédrale de Chartres en France datant de 1230.
Jardin Karl-Foerster de plantes vivaces (Karl-Foerster-Staudengarten)
- Superficie : 3 600 m²
- Ouverture : 9 mai 1987, agrandi et restauré en 2007/2008, rouvert le 9 mars 2008

Jardin de la Renaissance italienne (Italienischer Renaissancegarten)
- Superficie : env. 3 000 m²
- Ouverture : 31 mai 2008

Jardin chrétien (Christlicher Garten)
- Superficie : 1 000 m²[3]
- Ouverture : 29 avril 2011

Créé à l'image d'un jardin de curé médiéval. Le nom a été l'objet de polémiques, puisqu'il était à l'origine prévu qu'aucun jardin n'ait une connotation religieuse

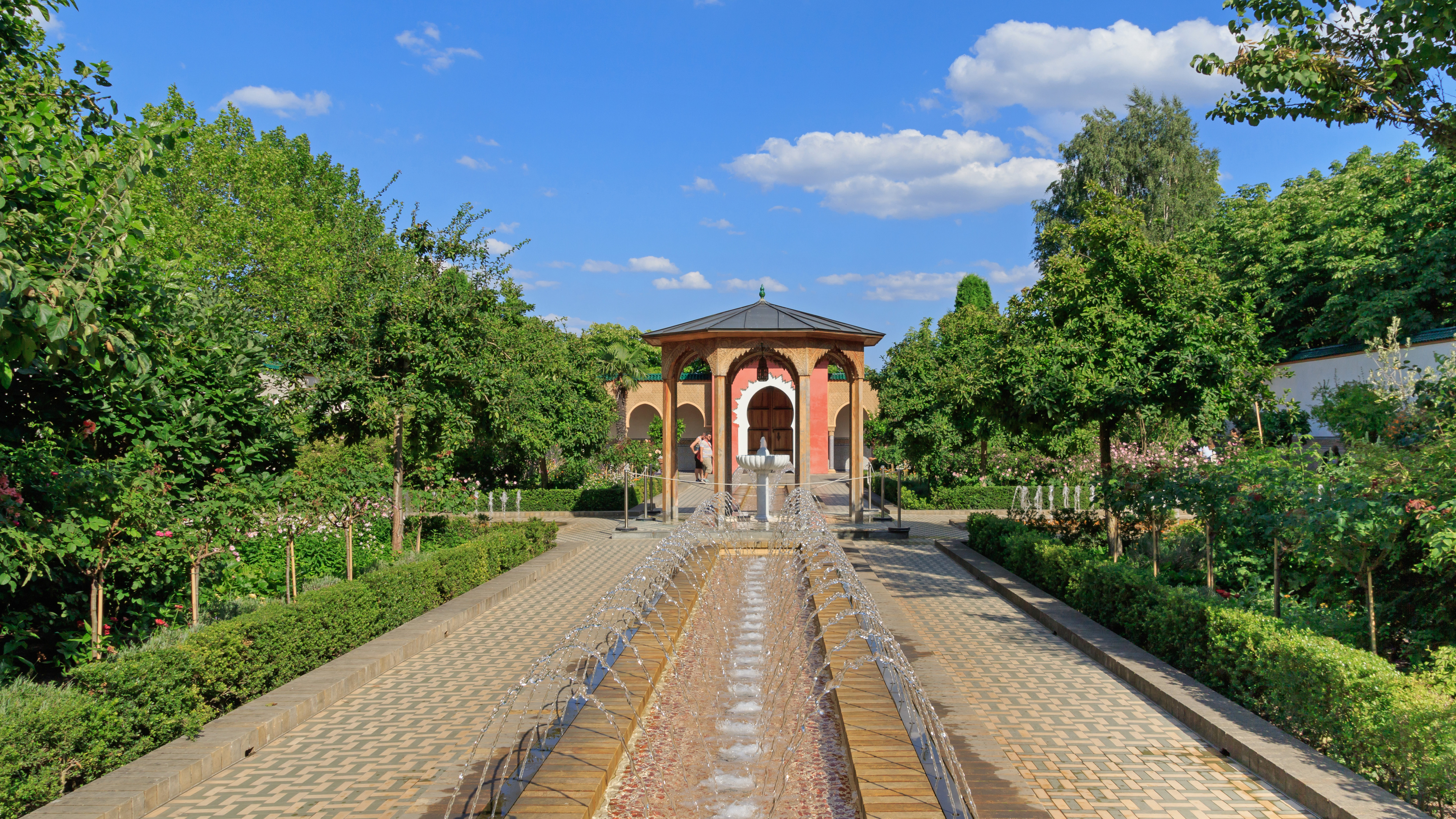
Jardin oriental
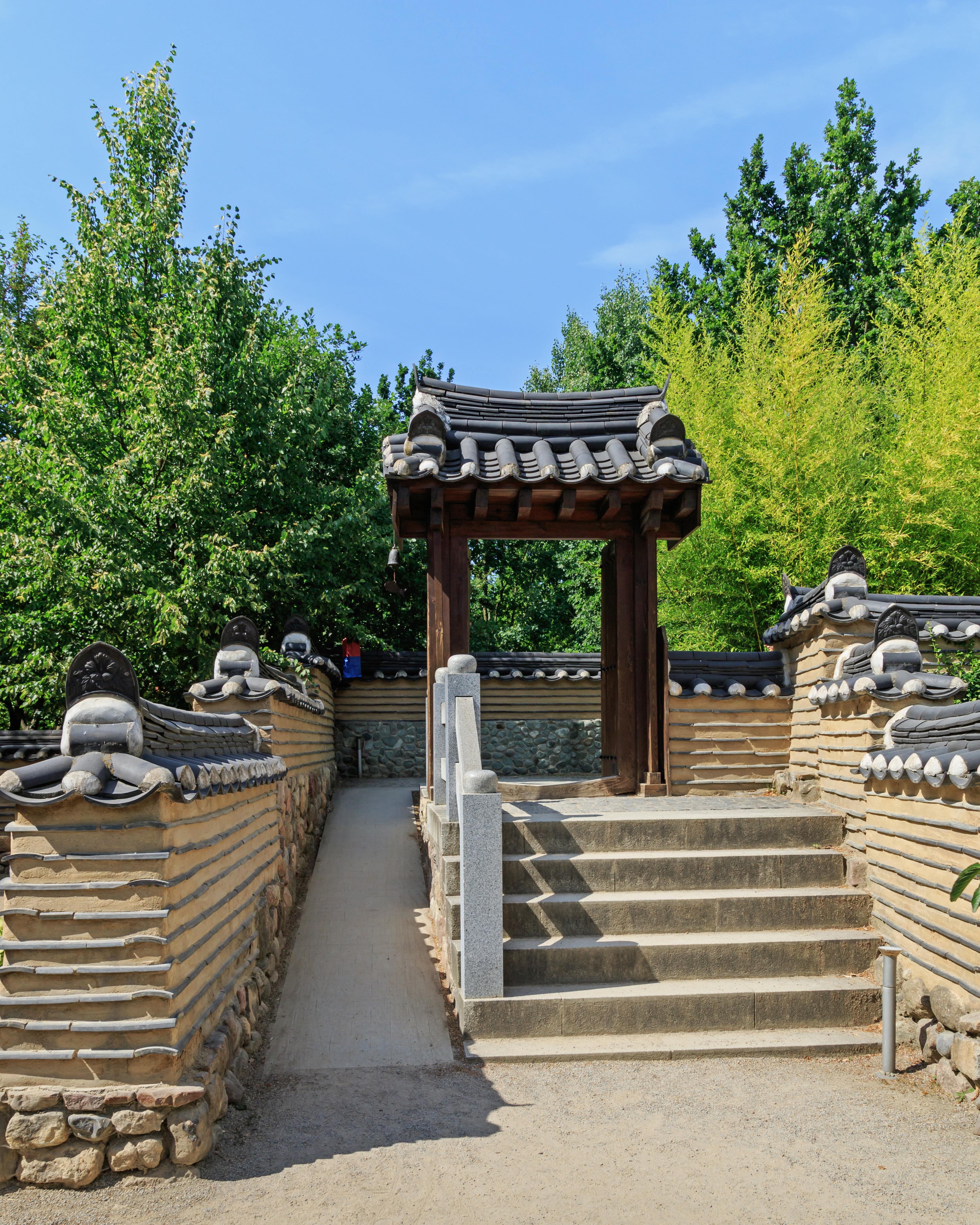
Jardin coréen
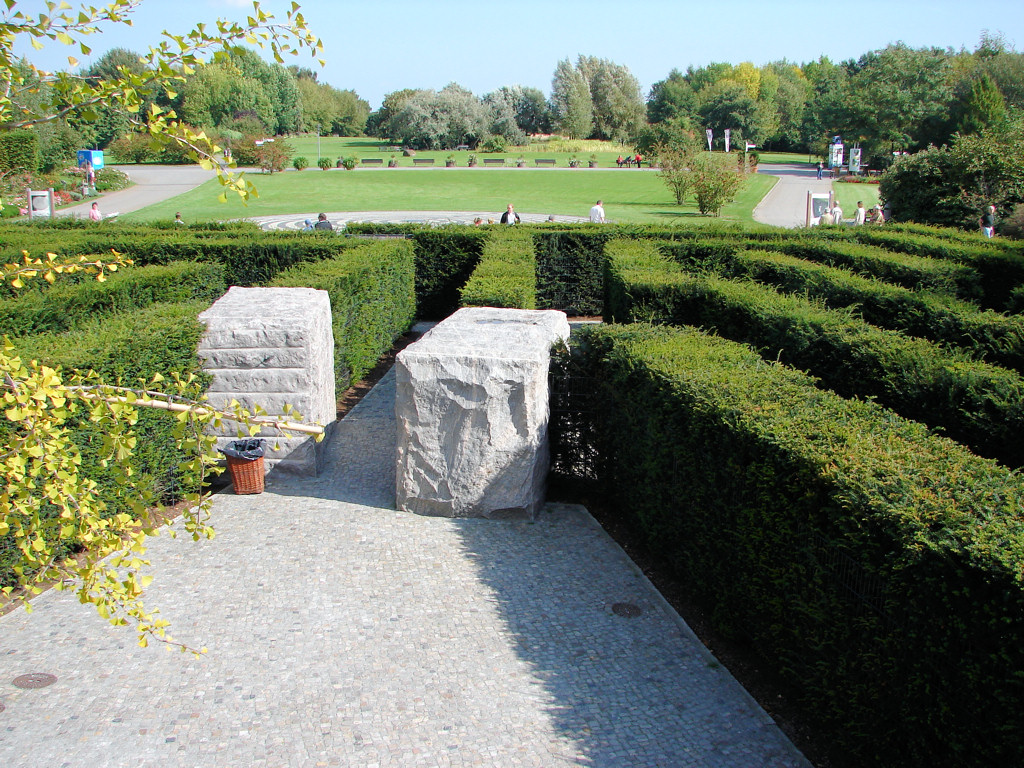
Labyrinthe végétal
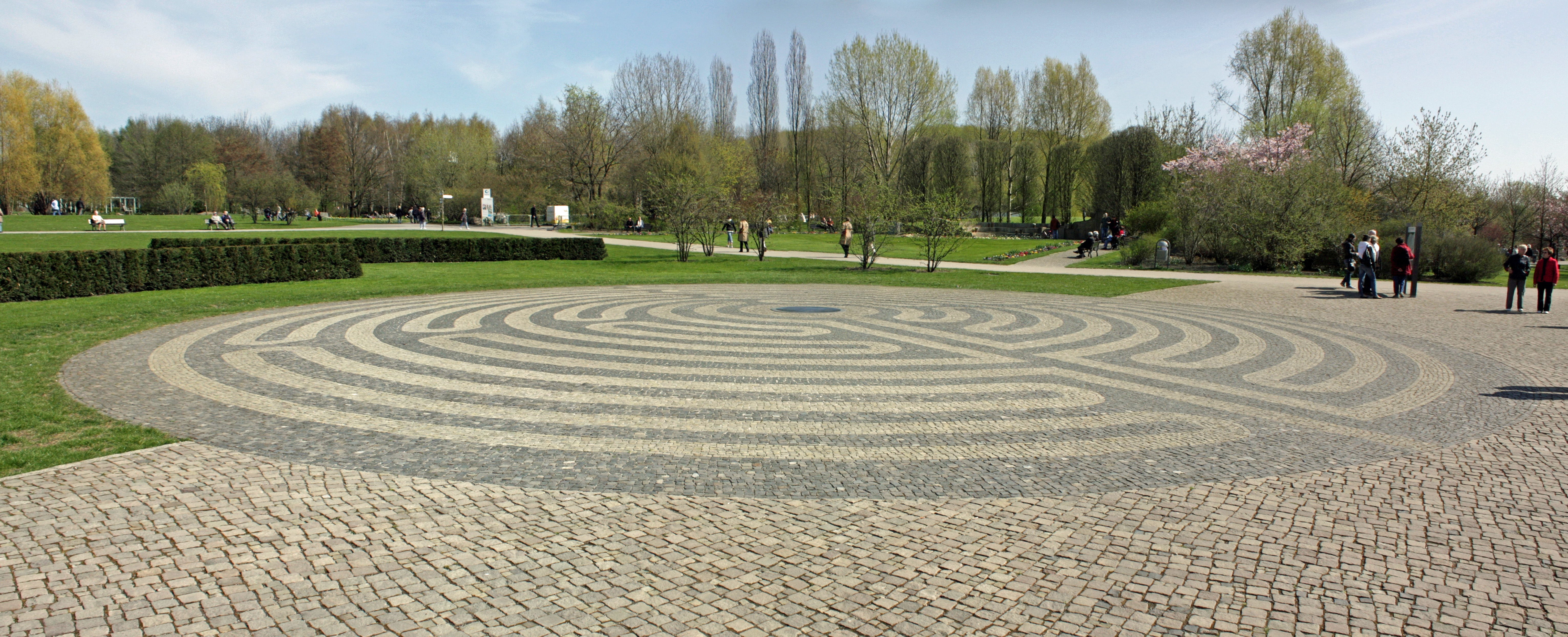
Labyrinthe pavé
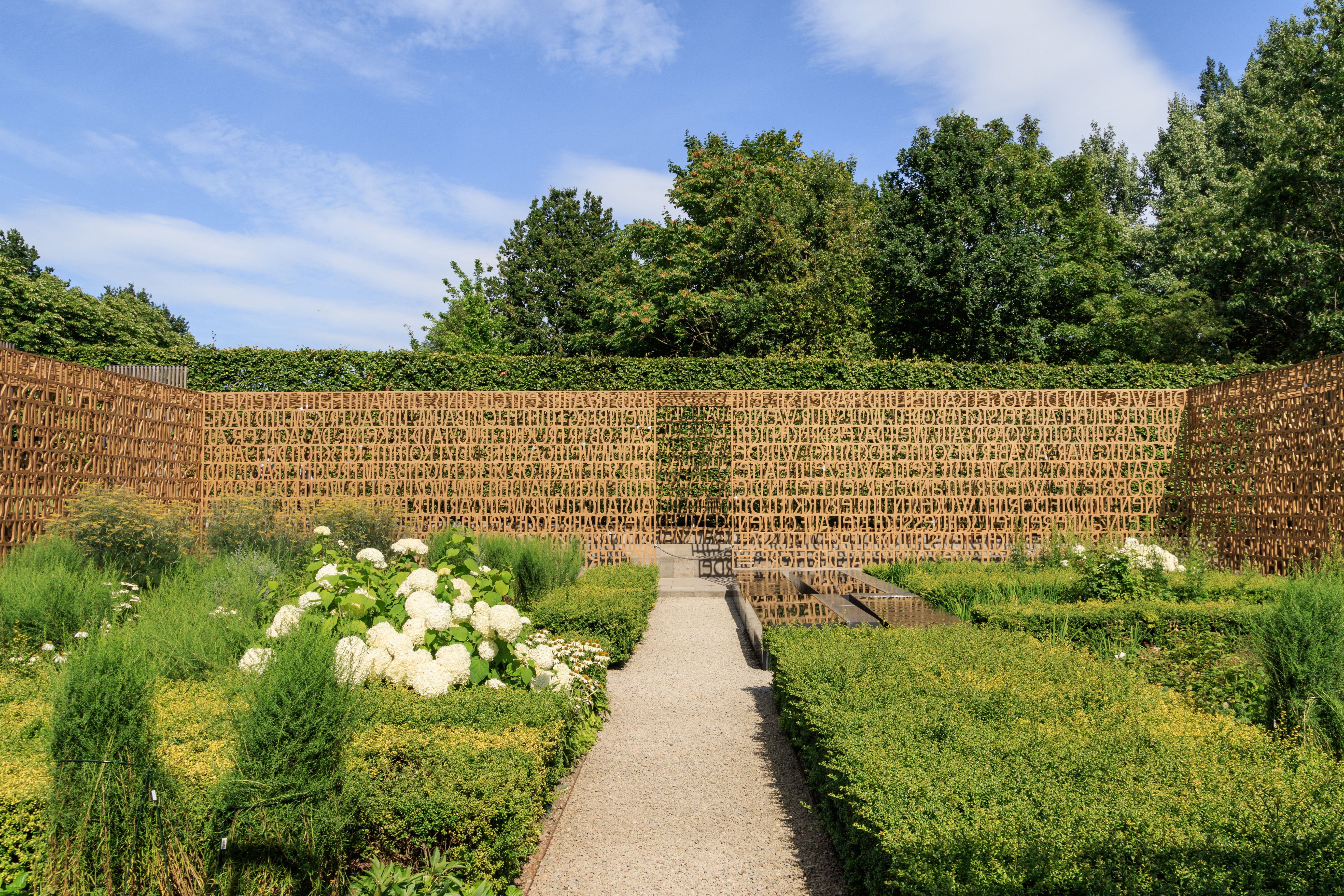
Jardin chrétien